# Паспалев, Георги Василев
Георги Василев Паспалев (6 октября 1895, Кюстендил, Болгария — 6 ноября 1967, София, Болгария) — болгарский зоолог-гельминтолог, член-корреспондент Болгарской АН (1947-67).

## Биография
Родился Георги Паспалев 6 октября 1895 года в Кюстендиле. Спустя некоторое время с семьёй переехал в Софию, где успешно окончил школу и поступил в Софийский университет, который окончил в 1920 году. Руководство Софийского университета дважды направляла дипломированного специалиста на практику — в 1924 году в Германию, а в 1925 году в Италию. Георги Паспалев в Италии практиковался с 1925-по 1927 год. Во время практики в Германии, к Георги Василеву приходит идея основать институт рыбных ресурсов в Варне. В 1927 году Георги Василев возвращается в Болгарию и начинает готовиться к вариантам открытия новосозданного института. В 1930 году институт рыбных ресурсов открыт на месте морской биологической станции, Георги Паспалев тут же был избран директором института и прослужил на верность вплоть до 1940 года. В 1940 году был приглашён на работу в родной Софийский университет, где до 1945 года работал научным сотрудником, с 1945-по 1957 год занимал должность профессора, а с 1957-по 1960 год декана биологического факультета. С 1959-по 1965 год занимал должность директора Зоологического института и его одноимённого музея Болгарской АН. С 1965 года — на пенсии.
Скончался Георги Паспалев 6 ноября 1967 года в Софии, спустя месяц после празднования своего 72-летия.

## Научные работы
Основные научные работы посвящены зоологии и общей биологии.
- Автор исследований по ихтиологии, териологии, гельминтологии птиц и цитологии.
- Изучал гидробиологию и фауну Чёрного моря.

## Членство в обществах
- Член индийской академии зоологии в Агре (1960).

## Список использованной литературы
- Биологи. Биографический справочник.— Киев: Наук. думка, 1984.— 816 с.: ил